# Willard (Ohio)
Willard és una població dels Estats Units a l'estat d'Ohio. Segons el cens del 2000 tenia 6.806 habitants.

## Demografia
Segons el cens del 2000, Willard tenia 6.806 habitants, 2.545 habitatges, i 1.738 famílies. La densitat de població era de 757,3 habitants/km².
Dels 2.545 habitatges en un 38% hi vivien nens de menys de 18 anys, en un 50,1% hi vivien parelles casades, en un 14% dones solteres, i en un 31,7% no eren unitats familiars. En el 27,7% dels habitatges hi vivien persones soles l'11,6% de les quals corresponia a persones de 65 anys o més que vivien soles. El nombre mitjà de persones vivint en cada habitatge era de 2,63 i el nombre mitjà de persones que vivien en cada família era de 3,22.
Per edats la població es repartia de la següent manera: un 30,8% tenia menys de 18 anys, un 9,8% entre 18 i 24, un 27,8% entre 25 i 44, un 19,4% de 45 a 60 i un 12,2% 65 anys o més.
L'edat mediana era de 32 anys. Per cada 100 dones de 18 o més anys hi havia 86,7 homes.
La renda mediana per habitatge era de 28.911 $ i la renda mediana per família de 35.271 $. Els homes tenien una renda mediana de 30.377 $ mentre que les dones 22.702 $. La renda per capita de la població era de 13.942 $. Aproximadament el 12,7% de les famílies i el 16,2% de la població estaven per davall del llindar de pobresa.

## Poblacions més properes
El següent diagrama mostra les poblacions més properes.